# Dean Butler
Dean Butler (ur. 20 maja 1956 w Prince George, w Kolumbii Brytyjskiej w Kanadzie) – kanadyjsko-amerykański aktor filmowy i telewizyjny. Dorastał w Piedmont w Kalifornii. Studiował na University of the Pacific w Stockton. Zamieszkał na stałe w USA.
Najbardziej znany jest z roli Almanza Wildera, męża pisarki Laury Ingalls Wilder, w jednej z ekranizacji jej książek – serialu ABC Domek na prerii i towarzyszących mu filmach, którą odtwarzał w latach 1979-1984. 
Często brał udział w programach i akcjach promujących serial i twórczość Laury Ingalls Wilder, w tym był narratorem w filmie dokumentalnym o rodzinie Wilderów, z której pochodził jego bohater z Domku na prerii.

## Wybrana filmografia

### Filmy fabularne
- 1985: Desert Hearts jako Darrell

### Seriale TV
- 1979–1983: Domek na prerii jako Almanzo Wilder
- 1982: Statek miłości jako Stan Barber
- 1983: Statek miłości jako Scott Pryor
- 1984: Who’s the Boss? jako Jason
- 1986: Statek miłości jako Brent Harper
- 1990: Napisała: Morderstwo jako Howard Griffin
- 1992: Tequila i Bonetti jako Frank Avalon
- 1994: Napisała: Morderstwo jako Sly
- 1996: Renegat jako policjant
- 1997–2002: Buffy: Postrach wampirów jako Hank Summers
- 1997: Droga do sławy – producent
- 2000: Tajne przez poufne jako agent FBI
- 2003: JAG jako sędzia Sądu Apelacyjnego marynarki wojennej